# Makoto Ninomijová
Makoto Ninomijová (japonsky: 二宮 真琴, Ninomija Makoto, * 28. května 1994 Hirošima) je japonská profesionální tenistka. Ve své dosavadní kariéře na okruhu WTA Tour vyhrála devět deblových turnajů. V sérii WTA 125 přidala dvě trofeje ze čtyřhry. V rámci okruhu ITF získala jediný titul ve dvouhře a dvacet ve čtyřhře. Po boku Eri Hozumiové prohrála finále čtyřhry French Open 2018 s Barborou Krejčíkovou a Kateřinou Siniakovou.
Na žebříčku WTA byla ve dvouhře nejvýše klasifikována v únoru 2016 na 280. místě a ve čtyřhře pak v říjnu 2018 na 20. místě. Trénuje ji Keiko Ninomija.
V japonském týmu Billie Jean King Cupu debutovala v roce 2018 základním blokem 1. skupiny asijsko-oceánské zóny proti Thajsku, v němž s Miju Katovou vyhrály čtyřhru. Japonky zvítězily 3:0 na zápasy. Se stejnou spoluhráčkou pak vyhrály rozhodující debl druhé světové baráže proti Velké Británii a výsledkem 3:2 se Japonsko kvalifikovalo do druhé světové skupiny 2019. Do dubna 2025 v soutěži nastoupila k šesti mezistátním utkáním s bilancí 0–0 ve dvouhře a 5–1 ve čtyřhře.
Japonsko reprezentovala na odložených Letních olympijských hrách 2020 v Tokiu, kde startovala v ženské čtyřhře po boku Nao Hibinové. V úvodním kole uhrály jen tři gamy na šesté nasazené Australanky Ashleigh Bartyovou a Storm Sandersovou.

## Tenisová kariéra

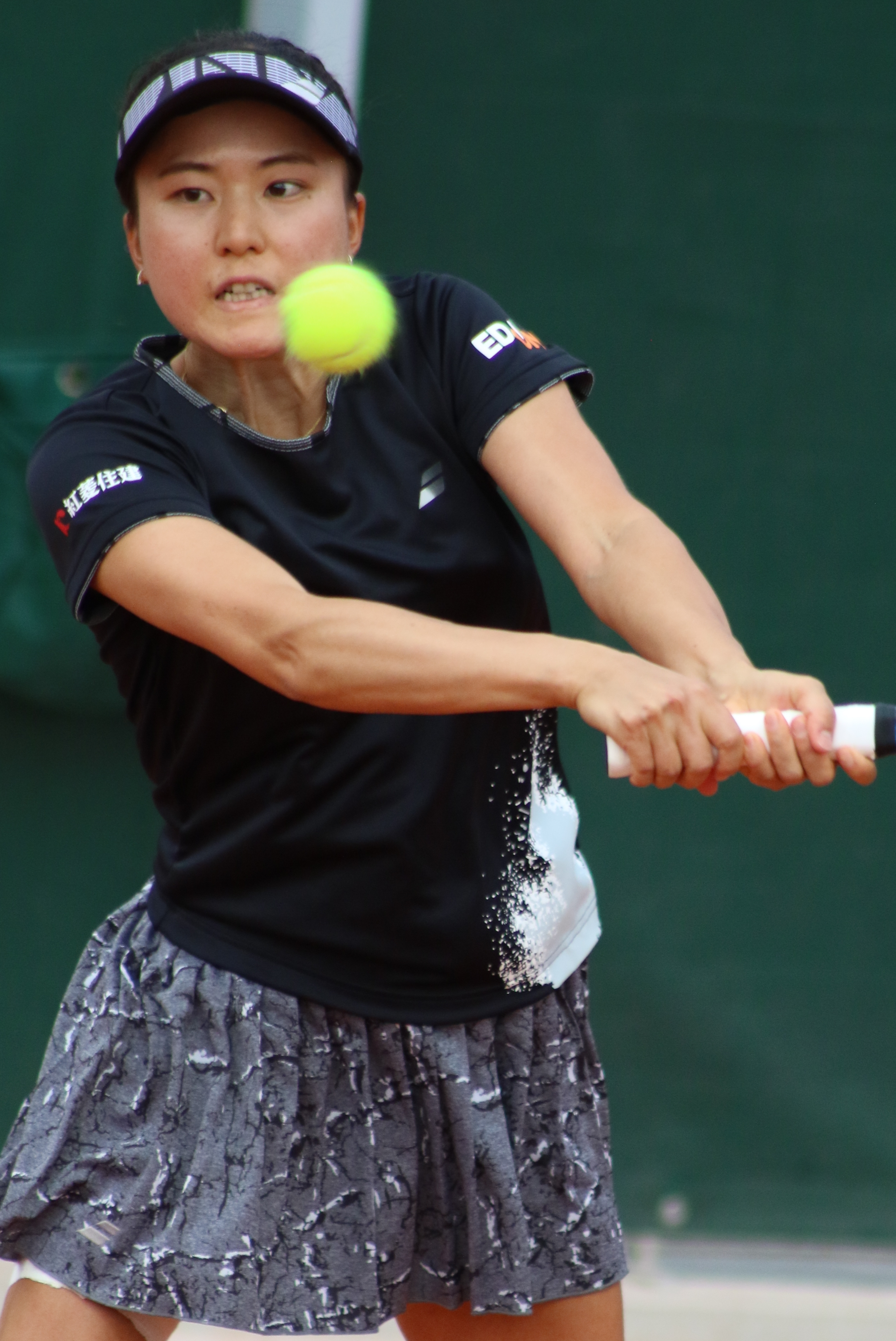
Bekhend na French Open 2021

V rámci hlavních soutěží dvouhry událostí okruhu ITF debutovala v listopadu 2009, když na turnaji v Hjógu s dotací 10 tisíc dolarů prošla kvalifikačním sítem. V úvodním kole hlavní soutěže pak podlehla krajance Ecuce Kitazakiové ve třech sadách. Premiérový singlový titul v této úrovni tenisu vybojovala v březnu 2012 na travnaté události Mijazace s rozpočtem deset tisíc dolarů. Ve finále přehrála další krajanku Jumi Mijazakiovou.
Ve dvouhře okruhu WTA Tour debutovala na říjnovém HP Open 2013 v Ósace. Na úvod kvalifikace neuhrála žádný game na českou tenistku Barboru Strýcovou-Záhlavovou. V hlavní soutěži zažila premiéru o rok později ve čtyřhře Japan Women's Open 2014 po boku krajanky Mari Tanakové, s níž odešla poražena v prvním zápase od nejvýše nasazeného sesterského páru Chao-čching a Jung-žan Čanových z Tchaj-wanu.
Premiérové finále na okruhu WTA Tour odehrála ve čtyřhře Jiangxi International Women's Tennis Open 2016 v čínském Nan-čchangu, když ve finále s Šúko Aojamovou podlehly čínské dvojici Liang Čchen a Lu Ťing-ťing až v rozhodujícím supertiebreaku nejtěsnějším dvoubodovým rozdílem. Premiérový titul vybojovala na tokijském Japan Women's Open 2016. Ve finálovém deblového duelu s Aojamovou zdolaly Britky Jocelyn Raeovou a Annu Smithovou. Do třetího zápasu o turnajové vítězství postoupila v deblové soutěži Malaysian Open 2017, probíhající v Kuala Lumpuru, kde se její spoluhráčkou stala Američanka Nicole Melicharová. V závěrečném duelu je však zastavila australská dvojice Ashleigh Bartyová a Casey Dellacquová.
Debut v hlavní soutěži nejvyšší grandslamové kategorie zaznamenala v ženském deblu Australian Open 2016. Po boku Aojamové nenašly v úvodním kole recept na sedmý nasazený český pár a pozdější finalistky Andreu Hlaváčkovou s Lucií Hradeckou.
V ženské čtyřhře se probojovala do semifinále Wimbledonu 2017, kde se její spoluhráčkou stala Češka Renata Voráčová. Ve třetím kole vyřadily pátou nasazenou dvojici Lucie Hradecká a Kateřina Siniaková a ve čtvrtfinále přešly přes francouzsko-ruský pár Kristina Mladenovicová a Světlana Kuzněcovová. V dramatickém třísetovém boji pak podlehly turnajovým devítkám Čan Chao-čching s Monicou Niculescuovou až v závěru třetí sady poměrem gamů 7–9.

## Finále na Grand Slamu

### Ženská čtyřhra: 1 (0–1)
| Stav       | rok  | turnaj      | povrch | spoluhráčka   | soupeřky ve finále                    | výsledek |
| ---------- | ---- | ----------- | ------ | ------------- | ------------------------------------- | -------- |
| Finalistka | 2018 | French Open | antuka | Eri Hozumiová | Barbora Krejčíková Kateřina Siniaková | 3–6, 3–6 |

## Finále na okruhu WTA Tour

### Čtyřhra: 19 (9–10)
| Legenda                                      |
| -------------------------------------------- |
| Grand Slam (0–1 Č)                           |
| Turnaj mistryň (0)                           |
| Premier Mandatory & Premier 5 / WTA 1000 (0) |
| Premier / WTA 500 (1–0 Č)                    |
| International / WTA 250 (8–9 Č)              |

| Stav       | č.  | datum           | turnaj                      | kategorie     | povrch    | spoluhráčka         | soupeřky ve finále                         | výsledek               |
| ---------- | --- | --------------- | --------------------------- | ------------- | --------- | ------------------- | ------------------------------------------ | ---------------------- |
| Finalistka | 1.  | 7. srpna 2016   | Nan-čchang, Čína            | International | tvrdý     | Šúko Aojamová       | Liang Čchen Lu Ťing-ťing                   | 6–3, 6–7(2–7), [11–13] |
| Vítězka    | 1.  | 12. září 2016   | Tokio, Japonsko             | International | tvrdý     | Šúko Aojamová       | Jocelyn Raeová Anna Smithová               | 6–3, 6–3               |
| Finalistka | 2.  | 5. března 2017  | Kuala Lumpur, Malajsie      | International | tvrdý     | Nicole Melicharová  | Ashleigh Bartyová Casey Dellacquová        | 6–7 (5–7) , 3–6        |
| Finalistka | 3.  | 13. ledna 2018  | Hobart, Austrálie           | International | tvrdý     | Ljudmyla Kičenoková | Elise Mertensová Demi Schuursová           | 2–6, 2–6               |
| Finalistka | 4.  | 10. června 2018 | French Open, Paříž, Francie | Grand Slam    | antuka    | Eri Hozumiová       | Barbora Krejčíková Kateřina Siniaková      | 3–6, 3–6               |
| Finalistka | 5.  | 16. září 2018   | Hirošima, Japonsko          | International | tvrdý     | Miju Katová         | Eri Hozumiová Čang Šuaj                    | 2–6, 4–6               |
| Vítězka    | 2.  | 23. září 2018   | Tokio, Japonsko             | Premier       | tvrdý (h) | Miju Katová         | Barbora Strýcová Andrea Sestini Hlaváčková | 6–4, 6–4               |
| Finalistka | 6.  | 25. dubna 2021  | Istanbul, Turecko           | International | antuka    | Nao Hibinová        | Veronika Kuděrmetovová Elise Mertensová    | 1–6, 1–6               |
| Finalistka | 7.  | 29. května 2021 | Štrasburk, Francie          | WTA 250       | antuka    | Jang Čao-süan       | Alexa Guarachiová Desirae Krawczyková      | 2–6, 3–6               |
| Vítězka    | 3.  | 13. června 2021 | Nottingham, Velká Británie  | WTA 250       | tráva     | Ljudmyla Kičenoková | Caroline Dolehideová Storm Sandersová      | 6–4, 6–7(3–7), [10–8]  |
| Finalistka | 8.  | 28. srpna 2021  | Chicago, Spojené státy      | WTA 250       | tvrdý     | Ljudmyla Kičenoková | Nadija Kičenoková Ioana Raluca Olaruová    | 6–7(6–8), 7–5, [8–10]  |
| Vítězka    | 4.  | 14. ledna 2022  | Adelaide, Austrálie         | WTA 250       | tvrdý     | Eri Hozumiová       | Tereza Martincová Markéta Vondroušová      | 1–6, 7–6(7–4), [10–7]  |
| Vítězka    | 5.  | 21. května 2022 | Rabat, Maroko               | WTA 250       | antuka    | Eri Hozumiová       | Monica Niculescuová Alexandra Panovová     | 6–7(7–9), 6–3, [10–8]  |
| Vítězka    | 6.  | 25. června 2022 | Bad Homburg, Německo        | WTA 250       | tráva     | Eri Hozumiová       | Alicja Rosolská Erin Routliffeová          | 6–4, 6–7(5–7), [10–5]  |
| Finalistka | 9.  | 23. září 2023   | Kanton, Čína                | WTA 250       | tvrdý     | Eri Hozumiová       | Kuo Chan-jü Ťiang Sin-jü                   | 3–6, 6–7(4–7)          |
| Finalistka | 10. | 22. října 2023  | Nan-čchang, Čína            | WTA 250       | tvrdý     | Eri Hozumiová       | Laura Siegemundová Věra Zvonarevová        | 4–6, 2–6               |
| Vítězka    | 7.  | říjen 2024      | Hongkong, Čína              | WTA 250       | tvrdý     | Ulrikke Eikeriová   | Šúko Aojamová Eri Hozumiová                | 6–4, 4–6, [11–9]       |
| Vítězka    | 8.  | červenec 2025   | Hamburk, Německo            | WTA 250       | antuka    | Nadija Kičenoková   | Anna Bondárová Arantxa Rusová              | 6–4, 3–6, [11–9]       |
| Vítězka    | 9.  | červenec 2025   | Praha, Česko                | WTA 250       | antuka    | Nadija Kičenoková   | Lucie Havlíčková Laura Samson              | 1–6, 6–4, [10–7]       |

## Finále série WTA 125

### Čtyřhra: 3 (2–1)
| Legenda       |
| ------------- |
| WTA 125 (2–1) |

| Stav       | č. | datum       | turnaj              | povrch | spoluhráčka     | soupeřky ve finále                         | výsledek         |
| ---------- | -- | ----------- | ------------------- | ------ | --------------- | ------------------------------------------ | ---------------- |
| Vítězka    | 1. | květen 2022 | Saint-Malo, Francie | antuka | Eri Hozumiová   | Estelle Cascinová Jessika Ponchetová       | 7–6(7–1), 6–1    |
| Finalistka | 1. | říjen 2024  | Hongkong, Čína      | antuka | Nao Hibinová    | Monica Niculescuová Elena-Gabriela Ruseová | 3–6, 7–5, [5–10] |
| Vítězka    | 2. | květen 2025 | Saint-Malo, Francie | antuka | Maia Lumsdenová | Oxana Kalašnikovová Angelica Moratelliová  | 7–5, 6–2         |

## Finále na okruhu ITF
| Dotace turnajů okruhu ITF | Dotace turnajů okruhu ITF |
| ------------------------- | ------------------------- |
| 100 000 $ tournaments     | 80 000 $ tournaments      |
| 75 000 $ tournaments      | 60 000 $ tournaments      |
| 50 000 $ tournaments      | 25 000 $ tournaments      |
| 15 000 $ tournaments      | 10 000 $ tournaments      |

### Dvouhra: 3 (1–2)
| Stav       | č. | datum           | turnaj                | povrch | soupeřka ve finále | výsledek           |
| ---------- | -- | --------------- | --------------------- | ------ | ------------------ | ------------------ |
| Vítězka    | 1. | 18. března 2012 | Mijazaki, Japonsko    | tráva  | Jumi Mijazakiová   | 6–0, 6–7(5–7), 6–0 |
| Finalistka | 1. | 24. května 2015 | Karuizawa, Japonsko   | tráva  | Miju Katová        | 6–7(5–7), 7–5, 1–6 |
| Finalistka | 2. | 10. srpna 2015  | Kimčchon, Jižní Korea | tvrdý  | Lee So-ra          | 2–6, 3–6           |

### Čtyřhra (20 titulů)
| č.  | datum              | turnaj                | povrch      | spoluhráčka        | poražené finalistky                          | výsledek                   |
| --- | ------------------ | --------------------- | ----------- | ------------------ | -------------------------------------------- | -------------------------- |
| 1.  | 27. listopadu 2011 | Tojota, Japonsko      | koberec (h) | Riko Sawajanagiová | Caroline Garciaová Michaëlla Krajiceková     | bez boje                   |
| 2.  | 15. června 2013    | Buchara, Uzbekistán   | tvrdý       | Eri Hozumiová      | Angelina Gabujevová Veronika Kapšajová       | 3–6, 7–5, [10–8]           |
| 3.  | 23. června 2013    | Tokio, Japonsko       | tvrdý       | Juka Moriová       | Kumiko Iidžimová Akiko Jonemurová            | 6–4, 6–3                   |
| 4.  | 8. září 2013       | Noto, Japonsko        | tráva       | Eri Hozumiová      | Kazusa Itová Juka Moriová                    | 6–4, 6–4                   |
| 5.  | 19. října 2013     | Makinohara, Japonsko  | tráva       | Eri Hozumiová      | Niča Lertpitaksinčajová Peangtarn Plipuečová | 6–1, 6–2                   |
| 6.  | 2. června 2014     | Tokio, Japonsko       | tvrdý       | Mana Ajukawová     | Jurina Košinová Akiko Omaeová                | 3–6, 6–4, [10–4]           |
| 7.  | 30. června 2014    | Kimčchon, Jižní Korea | tvrdý       | Choi Ji-hee        | Han Na-lae Yoo Mi                            | 6–3, 7–6(8–6)              |
| 8.  | 13. září 2014      | Kjóto, Japonsko       | tvrdý (h)   | Kjóka Okamurová    | Ajaka Okunová Mičika Ozekiová                | 6–3, 6–3                   |
| 9.  | 22. listopadu 2014 | Tojota, Japonsko      | koberec (h) | Eri Hozumiová      | Šúko Aojamová Džunri Namigatová              | 6–3, 7–5                   |
| 10. | 2. ledna 2015      | Hongkong, Čína        | tvrdý       | Mana Ajukawová     | Tchang Chao-čchen Jie Čchiou-jü              | 7–6, 2–6, [10–7]           |
| 11. | 28. března 2015    | Čchüan-čou, Čína      | tvrdý       | Eri Hozumiová      | Hiroko Kuwatová Džunri Namigatová            | 6–3, 6–7(2–7), 10–2        |
| 12. | 17. května 2015    | Kurume, Japonsko      | tvrdý       | Riko Sawajanagiová | Eri Hozumiová Džunri Namigatová              | 7–6(12–10), 6–3            |
| 13. | 24. srpna 2015     | Cukuba, Japonsko      | tvrdý       | Lee Ya-hsuan       | Niča Lertpitaksinčajová Peangtarn Plipuečová | 7–6(7–4), 6–7(2–7), [6–10] |
| 14. | 24. října 2015     | Hamamacu, Japonsko    | tráva       | Mana Ajukawová     | Kanae Hisamiová Kotomi Takahatová            | 0–6, 6–3, [10–4]           |
| 15. | 21. listopadu 2015 | Tokio, Japonsko       | tvrdý       | Šúko Aojamová      | Eri Hozumiová Kurumi Naraová                 | 3–6, 6–2, [10–7]           |
| 16. | 26. března 2016    | Čchüan-čou, Čína      | tvrdý       | Šúko Aojamová      | Lu Ťing-ťing Čang Jü-süan                    | 6–3, 6–0                   |
| 17. | 16. dubna 2016     | Šen-čen, Čína         | tvrdý       | Šúko Aojamová      | Liang Čchen Wang Ja-fan                      | 7–6(7–5), 6–4              |
| 18. | 28. května 2016    | Inčchon, Jižní Korea  | tvrdý       | Han Sung-hee       | Kamonwan Buajamová Lee Pei-chi               | 6-3, 6-1                   |
| 19. | 30. července 2016  | Wu-chan, Čína         | tvrdý       | Šúko Aojamová      | Čang Kchaj-čen Tuan Jing-jing                | 6–4, 6–4                   |
| 20. | 28. října 2017     | Liou-čou, Čína        | tvrdý       | Chan Sin-jün       | Jacqueline Caková Laura Robsonová            | 6–2, 7–6(7–3)              |